# Alaró
Alaró ist eine Gemeinde der spanischen Baleareninsel Mallorca. Sie hat eine Fläche von 45,6 km² mit 6.037 Einwohnern (Stand: 2024). Das entspricht einer Bevölkerungsdichte von 132 Personen pro km². Im Jahr 2006 betrug der Ausländeranteil 15,7 % (763), der Anteil deutscher Einwohner 4,2 % (205). Im gleichnamigen Ort wohnen 4495 Personen (Jahr 2008), die restlichen Einwohner leben verstreut.
Noch 1991 gab es in der Gemeinde 36 Analphabeten. Die Mehrheit der Bevölkerung besitzt einen Grundschulabschluss. Der auf der Insel gesprochene katalanische Dialekt wird Mallorquí genannt. 1991 waren 84,06 Prozent der Einwohner Mallorquiner, 9,7 Prozent kamen aus anderen spanischen Provinzen und 6,24 Prozent waren Ausländer. Die höchste Einwohnerzahl wurde 1920 mit 6197 Personen notiert, die niedrigste 1981 mit 3256, seitdem steigt sie aber langsam wieder an. Die Männer Alarós werden Alaroner, die Frauen Alaronera genannt.

## Stadt Alaró
Die Kleinstadt Alaró, Verwaltungssitz der Gemeinde, liegt nordöstlich von Palma am landseitigen Fuße der Serra de Tramuntana. Acht Berggipfel gehören zu dieser Gemeinde, wobei der Puig de Sa Font Fresca in der Serra de Tramuntana mit 836 m die höchste Erhebung ist, der Puig Ventós mit 274 m die niedrigste.

### Geschichte
Alaró wurde erstmals 1241 mit dem Namen Oloron in einem Dokument erwähnt. Doch die Herkunft des Namens liegt noch immer im Dunkeln. Zwei Theorien werden vertreten.
Die erste geht auf den Namen Ilurone zurück, mit wahrscheinlich iberischem Ursprung, den man im historischen Spanien häufig als Stadtnamen fand.
Die zweite Theorie führt an, dass das Wort von dem arabischen Ausdruck hisn al-rum, (حصن الروم) „Römerfestung“, abgeleitet wurde, wobei hisn (حصن) „Burg“ oder „Festung“ bedeutet und al-rum, (الروم), „Römer“ oder „Byzantiner“ mit dem Artikel „al“ davor. Rum wäre dabei zu run geworden. Die Bezeichnung hisn al-arun findet sich in einem Text von Al-Zuhri, in dem die Eroberung der Insel im Jahre 903 durch den Islam geschildert wird. Al-Zuhri erwähnt eine gebaute Festung an einem hohen und einsamen Ort, eine hisn al-arun (حصن الارون), was eigentlich „Festung Arons“ hieße.
Mit der tragischen Geschichte des Königreiches Mallorca ist untrennbar die Verteidigung des Castell d’Alaró verbunden. Wie weit die Geschichte der Festung hoch oben auf dem 825 Meter hohen Puig d’Alaró zurückreicht liegt im Dunkeln. Die Araber nannten sie Burg der Christen. Acht Jahre soll sie den Angriffen der Mauren standgehalten haben, als diese zu Beginn des 10. Jahrhunderts Mallorca eroberten. Sicher ist, dass die Araber die überaus günstige Position des Berggipfels erkannten und die Burg ausbauten.
Warum der arabische Gouverneur Benahabat das Kastell kurz nach der christlichen Wiedereroberung im Jahre 1231 kampflos übergab, ist ungewiss. Wiederum wurde die Festung erweitert und modernisiert. Sie galt von nun an als uneinnehmbar. 1285 wurde das Castell d’Alaró ein weiteres Mal angegriffen, diesmal durch den aragonesischen König Alfons II. Sein Onkel Jaume II. war als König von Mallorca Vasall der Krone von Aragón, galt jedoch als unzuverlässig und hatte sich heimlich mit Frankreich verbündet, das gewillt war, Aragón zu vereinnahmen. Alfons II. führte eine Strafexpedition nach Mallorca und konnte Palma in wenigen Tagen erobern, nicht aber das Castell d’Alaró.
Dies dauerte einige Jahre. Als er es schließlich dann doch schaffte, so schreibt die Legende, ließ König Alfons die beiden Anführer des Widerstandes, Guillem Cabrit (Ziegenbock) und Guillem Bassa (Brasa-Holzkohle), in Anspielung auf deren Namen bei lebendigem Leibe auf zwei Spießen rösten.
Diese Tat war der Grund für die Exkommunizierung von Alfons durch den Papst. Jaume erhielt sein Königreich Mallorca zurück, nachdem er Aragón die Treue schwor. Bei der endgültigen Zerschlagung des Königreiches Mallorca durch Pere IV. von Aragón im Jahr 1349 fiel auch das Castell d’Alaró und wurde bis heute zur Ruine.

### Klima
In Alaró werden das ganze Jahr über Niederschläge registriert. Der trockenste Monat ist der Juli mit durchschnittlich 11,9 l/m².
Die höchste Niederschlagsmenge innerhalb von 24 Stunden wurde am 21. April 1981 am s’Hort Nou mit 175,5 l/m² notiert.

### Sehenswürdigkeiten
- Castell d’Alaró 824 Meter ü. NN (mit ausgezeichneter Rundsicht).
- Jeden Samstag ist am Rathaus Wochenmarkt.
- Fiesta Sant Pere am 29. Juni
- Fiesta Sant Roc am 16. August

### Sonstiges
Alaró ist eine Stadt ohne große Hotelanlagen. Aufgrund des Castell d’Alaró und der Wandermöglichkeiten ist es in der Hauptsaison stark frequentiert.

### Industrie
Über 100 Jahre förderten Bergleute das Mineral Kohle in Alaró zu Tage. Dabei gelangte dieser heute vergessene Industriezweig durchaus zu bescheidener Tradition. In den Jahren des Kohlebooms, die mit dem Kuba-Krieg (1898) und dem spanischen Bürgerkrieg (1936 bis 1939) zusammenfielen, gab es auf der Insel mehrere hundert Bergleute. In Alaró, Lloseta und Selva arbeiteten diese in bis zu 200 Metern unter der Erde, in Biniamar und Sineu im Tagebau. 1987 wurde die Zeche in Alaró geschlossen.

## Persönlichkeiten
In Alaró lebte und verstarb der finnische Geheimdienstler und Autor Otto Kumenius (1912–1996). Auch der spanische Bildhauer Llorenç Rosselló (1867–1901) lebte im Ort.